# Eugène Hélary
Eugène Hélary (Brest, 3 mai 1880 - Saint-Brieuc, 4 août 1957) est un ingénieur des Ponts et Chaussées français.

## Parcours
Il a succédé à Louis Harel de la Noë au poste d'ingénieur en chef des Ponts et Chaussées dans les Côtes-du-Nord en 1918. Il a ainsi contribué à la construction des ouvrages d'art du second réseau des chemins de fer des Côtes-du-Nord.